# 저장 사범대학 동부 경기장
저장 사범대학 동부 경기장(중국어 간체자: 浙江師範大學東體育場)는 중국 저장성 진화시에 있는 다목적 경기장으로, 2007년 개장했다.